# Мауро Сарате
Мауро Сарате (ісп. Mauro Zárate, нар. 18 березня 1987, Хаедо) — аргентинський футболіст, нападник англійського «Вотфорда».
Насамперед відомий виступами за клуби «Велес Сарсфілд» та «Лаціо».

## Клубна кар'єра
Народився 18 березня 1987 року в місті Хаедо, провінція Буенос-Айрес. Вихованець футбольної школи клубу «Велес Сарсфілд». Дорослу футбольну кар'єру розпочав 2004 року в основній команді того ж клубу, в якій провів три роки, взявши участь у 75 матчах чемпіонату. Більшість часу, проведеного у складі «Велес Сарсфілда», був основним гравцем атакувальної ланки команди.
18 червня 2007 року перейшов у катарський «Ас-Садд», але вже через півроку на правах оренди до кінця сезону відправився в «Бірмінгем Сіті».
Своєю грою привернув увагу представників тренерського штабу італійського «Лаціо», до складу якого приєднався влітку 2008 року, а 2009 року підписав повноцінний контракт. Відіграв за «біло-блакитних» наступні три сезони своєї ігрової кар'єри. Граючи у складі «Лаціо» також здебільшого виходив на поле в основному складі команди. За цей час виборов титул володаря Кубка Італії, ставав володарем Суперкубка Італії з футболу.
Влітку 2011 року через конфлікт з тренером «орлів» Едоардо Реєю Сарате перестав залучатись до матчів, тому протягом сезону 2011–2012 років на правах оренди захищав кольори команди клубу «Інтернаціонале».
До складу «Лаціо» повернувся влітку 2012 року, проте рідко виходив на поле.
15 липня 2013 року Мауро повернувся в рідний «Велес Сарсфілд» на правах вільного агента і виграв з командою Суперкубок Аргентини.
28 травня 2014 року уклав трирічний контракт з «Вест Гем Юнайтед». У новій команді Сарате став виступати під 10 номером, проте закріпитись в клубі не зумів, зігравши за півроку лише в семи матчах Прем'єр-ліги та одній грі кубка Англії. Через це 6 січня 2015 року був відданий в оренду в інший клуб Прем'єр-ліги «Квінз Парк Рейнджерс».
Після річного вояжу до «Фіорентини», 25 січня Сарате уклав контракт з англійським «Вотфордом». Вартість трансферу склала 3 млн. євро.

## Виступи за збірні
2007 року залучався до складу молодіжної збірної Аргентини, разом з якою був учасником молодіжного чемпіонату світу 2007 року, де допоміг збірній виграти золоті медалі, забивши вирішальний гол у фіналі. Всього на молодіжному рівні зіграв у 5 офіційних матчах, забив 2 голи.
2008 року головний тренер збірної Аргентини Дієго Марадона викликав Мауро до складу збірної, однак за команду Сарате не грав. Оскільки батько Мауро чилієць, він мав право виступати за збірну Чилі. Нападник впродовж декількох років чекав шансу зіграти саме за збірну Аргентини, але 30 жовтня 2014 року дав принципову згоду виступати за збірну Чилі.

## Статистика виступів

### Статистика клубних виступів
Станом на 28 лютого 2013
| Сезон                      | Команда                    | Чемпіонат                  | Чемпіонат | Чемпіонат | Національний кубок | Національний кубок | Національний кубок | Міжнародний кубок | Міжнародний кубок | Міжнародний кубок | Інші змагання | Інші змагання | Інші змагання | Усього | Усього |
| Сезон                      | Команда                    | Ліга                       | Ігор      | Голів     | Ліга               | Ігор               | Голів              | Ліга              | Ігор              | Голів             | Ліга          | Ігор          | Голів         | Ігор   | Голів  |
| -------------------------- | -------------------------- | -------------------------- | --------- | --------- | ------------------ | ------------------ | ------------------ | ----------------- | ----------------- | ----------------- | ------------- | ------------- | ------------- | ------ | ------ |
| 2003-04                    | «Велес Сарсфілд»           | ПД                         | 4         | 1         | —                  | —                  | —                  | —                 | —                 | —                 | —             | —             | —             | 4      | 1      |
| 2004-05                    | «Велес Сарсфілд»           | ПД                         | 14        | 2         | —                  | —                  | —                  | —                 | —                 | —                 | —             | —             | —             | 14     | 2      |
| 2005-06                    | «Велес Сарсфілд»           | ПД                         | 23        | 3         | —                  | —                  | —                  | КЛ                | 7                 | 3                 | -             | —             | —             | 30     | 6      |
| 2006-07                    | «Велес Сарсфілд»           | ПД                         | 32        | 16        | —                  | —                  | —                  | КЛ                | 9                 | 3                 | —             | —             | —             | 41     | 19     |
| Усього за «Велес Сарсфілд» | Усього за «Велес Сарсфілд» | Усього за «Велес Сарсфілд» | 73        | 22        |                    |                    |                    |                   | 16                | 6                 |               |               |               | 89     | 28     |
| 2007-08                    | «Ас-Садд»                  | КЛ                         | 6         | 4         | —                  | —                  | —                  | —                 | —                 | —                 | -             | —             | —             | 6      | 4      |
| 2007-08                    | «Бірмінгем Сіті»           | ПЛ                         | 14        | 4         | КА+КЛ              | 0                  | 0                  | —                 | —                 | —                 | —             | —             | —             | 14     | 4      |
| 2008-09                    | «Лаціо»                    | A                          | 36        | 13        | КІ                 | 5                  | 3                  | —                 | —                 | —                 | —             | —             | —             | 41     | 16     |
| 2009-10                    | «Лаціо»                    | A                          | 32        | 3         | КІ                 | 2                  | 1                  | ЛЄ                | 7                 | 4                 | СІ            | 1             | 0             | 42     | 8      |
| 2010-11                    | «Лаціо»                    | A                          | 35        | 9         | КІ                 | 1                  | 0                  | —                 | —                 | —                 | —             | —             | —             | 36     | 9      |
| 2011-12                    | «Інтернаціонале»           | A                          | 22        | 2         | КІ                 | 2                  | 0                  | ЛЧ                | 7                 | 1                 | СІ            | —             | —             | 31     | 3      |
| 2012-13                    | «Лаціо»                    | A                          | 1         | 0         | КІ                 | 0                  | 0                  | ЛЄ                | 6                 | 1                 | —             | —             | —             | 7      | 1      |
| Усього за «Лаціо»          | Усього за «Лаціо»          | Усього за «Лаціо»          | 104       | 25        |                    | 8                  | 4                  |                   | 13                | 5                 |               | 1             | 0             | 126    | 34     |
| Усього за кар'єру          | Усього за кар'єру          | Усього за кар'єру          | 219       | 57        |                    | 10                 | 4                  |                   | 36                | 12                |               | 1             | 0             | 266    | 73     |

## Титули і досягнення

### Командні
- Чемпіон Аргентини (2):

«Велес Сарсфілд»: Клаусура 2005
«Бока Хуніорс»: 2019-20
- Володар Кубка Італії (2):

«Лаціо»: 2008-09, 2012-13
- Володар Суперкубка Італії (1):

«Лаціо»: 2009
- Володар Суперкубка Аргентини (2):

«Велес Сарсфілд»: 2013
«Бока Хуніорс»: 2018
- Молодіжний чемпіон світу (1):

Аргентина U-20: 2007

### Особисті
- Найкращий бомбардир чемпіонату Аргентини: Апертура 2006 (12 голів)